# Hans-Henrik Krause
Hans-Henrik Krause (født 13. marts 1918 i Hellerup,
død 15. april 2002 på Frederiksberg) var en dansk skuespiller og teaterinstruktør.
Uddannet fra Aarhus Teater 1939. Debut på dette teater allerede fra 1937.
1956-1958 meddirektør for Riddersalen, men optrådte også på Aalborg Teater, Teatret ved Sorte Hest, Café Teatret og Aveny Teatret.
Blandt de forestillinger han medvirkede i kan nævnes Silkeborg, Vetsera blomstrer ikke for enhver, Medea, Candida og Mens vi venter på Godot.
Krause blev også en anerkendt instruktør med en række iscenesættelser bag sig.
Fra tv optrådte han bl.a. i serierne Ugeavisen og Bryggeren.
Han nåede også at indspille en række film, herunder Otte akkorder (1944), Ditte Menneskebarn (1946), Nålen (1951), Himlen er blå (1954), Historien om Barbara (1967), Den forsvundne fuldmægtig (1971), Man sku' være noget ved musikken (1972) og Mord i Paradis (1988).